# Фелтон (Пенсилванија)
Фелтон (енгл. Felton) град је у америчкој савезној држави Пенсилванија.

## Демографија
По попису из 2010. године број становника је 506, што је 57 (12,7%) становника више него 2000. године.
| Група             | 2000.       | 2010.       |
| Белци             | 442 (98,4%) | 492 (97,2%) |
| Афроамериканци    | 2 (0,4%)    | 3 (0,6%)    |
| Азијати           | 2 (0,4%)    | 0 (0,0%)    |
| Хиспаноамериканци | 0 (0,0%)    | 8 (1,6%)    |
| Укупно            | 449         | 506         |